# Lijst van gemeentelijke monumenten in Vlaardingen
De gemeente Vlaardingen kent 26 gemeentelijke monumenten. Hieronder een overzicht.
| Object                                                        | Bouwjaar                   | Architect                          | Locatie                         | Coördinaten                   | Nr.             | Afbeelding                                                    |
| ------------------------------------------------------------- | -------------------------- | ---------------------------------- | ------------------------------- | ----------------------------- | --------------- | ------------------------------------------------------------- |
| Begraafplaats Emaus                                           | 1820                       |                                    | Emaus 6                         | 4° 20' 40" NB, 51° 55' 0" OL  | 0622/Q2400275   | Meer afbeeldingen                                             |
| Selectie van individuele graven                               |                            |                                    | Emaus 6                         | 4° 20' 40" NB, 51° 55' 0" OL  | 0622/Q118218633 | Selectie van individuele graven                               |
| Kapel Begraafplaats Emaus                                     | 1930                       | Hendrikus Cornelis Marie van Beers | Emaus 6                         | 4° 20' 45" NB, 51° 55' 0" OL  | 0622/Q116052023 | Meer afbeeldingen                                             |
| Baarhuis Begraafplaats Emaus                                  |                            |                                    | Emaus 6                         | 4° 20' 46" NB, 51° 54' 60" OL | 0622/Q116052021 | Meer afbeeldingen                                             |
| Koetshuis bij Begraafplaats Emaus                             |                            |                                    | Emaus 6                         | 4° 20' 45" NB, 51° 54' 58" OL | 0622/Q116052020 | Koetshuis bij Begraafplaats Emaus                             |
| R.K. toegangspoort bij Begraafplaats Emaus                    |                            |                                    | Emaus 6                         | 4° 20' 46" NB, 51° 54' 59" OL | 0622/Q116052019 | Meer afbeeldingen                                             |
| Entreegebouw, aula en bedrijfsruimtes bij Begraafplaats Emaus | 1829                       |                                    | Emaus 6                         | 4° 20' 44" NB, 51° 54' 57" OL | 0622/Q116052018 | Entreegebouw, aula en bedrijfsruimtes bij Begraafplaats Emaus |
| Herenhuizen                                                   | 1895                       |                                    | Hoflaan 31-37                   | 4° 20' 43" NB, 51° 54' 39" OL | 0622/Q116052024 | Meer afbeeldingen                                             |
| Wapens in sluis                                               |                            |                                    | Hoogstraat                      | 4° 20' 40" NB, 51° 54' 47" OL | 0622/Q116052029 | Wapens in sluis                                               |
| Kerkportaal van de St. Johannes de Doper                      |                            |                                    | Hoogstraat 26-28                | 4° 20' 39" NB, 51° 54' 45" OL | 0622/Q116052026 | Kerkportaal van de St. Johannes de Doper                      |
| Toren van de St. Johannes de Doper                            | 1869                       | Pierre Cuypers                     | Hoogstraat 26-28                | 4° 20' 39" NB, 51° 54' 46" OL | 0622/Q116052025 | Toren van de St. Johannes de Doper                            |
| Pastorie van de St. Johannes de Doper                         | 1869                       |                                    | Hoogstraat 28                   | 4° 20' 39" NB, 51° 54' 45" OL | 0622/Q116052027 | Pastorie van de St. Johannes de Doper                         |
| Winkelpand met eclectische winklepui                          | ca. 1880, 1900 (winkelpui) |                                    | Hoogstraat 199-201              | 4° 20' 35" NB, 51° 54' 33" OL | 0622/Q116052028 | Winkelpand met eclectische winklepui                          |
| Pakhuis                                                       | ca. 1910                   |                                    | Koningin Wilhelminahaven NZ 1   | 4° 20' 56" NB, 51° 54' 12" OL | 0622/Q116052030 | Meer afbeeldingen                                             |
| Pakhuis                                                       |                            |                                    | Koningin Wilhelminahaven NZ 11b | 4° 21' 8" NB, 51° 54' 15" OL  | 0622/Q116052031 | Meer afbeeldingen                                             |
| Villa met tuinhek                                             | ca. 1925                   |                                    | Nieuwe Kerkstraat 8             | 4° 21' 11" NB, 51° 54' 32" OL | 0622/Q116052032 | Villa met tuinhek                                             |
| Dubbel pakhuis                                                | 1871                       |                                    | Oosthavenkade 46a-47            | 4° 20' 46" NB, 51° 54' 24" OL | 0622/Q116052033 | Dubbel pakhuis                                                |
| Complex met portiekwoningen                                   | jaren 1930                 |                                    | Parkweg 90-132                  | 4° 21' 25" NB, 51° 54' 36" OL | 0622/Q116052034 | Meer afbeeldingen                                             |
| Voormalig raadhuis                                            | 1905                       | Jan Gratema, R. de Clerq           | Plein Emaus 5                   | 4° 20' 50" NB, 51° 55' 2" OL  | 0622/Q116052035 | Meer afbeeldingen                                             |
| Villa Bloemenlust                                             | ca. 1900                   |                                    | Schiedamseweg 111               | 4° 21' 17" NB, 51° 54' 35" OL | 0622/Q116052036 | Villa Bloemenlust                                             |
| Villa Zonneweelde                                             | ca. 1900                   |                                    | Schiedamseweg 113               | 4° 21' 18" NB, 51° 54' 35" OL | 0622/Q116052038 | Villa Zonneweelde                                             |
| Villa                                                         | ca. 1910                   |                                    | Verploegh Chasséplein 3         | 4° 21' 9" NB, 51° 54' 32" OL  | 0622/Q116052039 | Villa                                                         |
| Portiek etageflat in Amsterdamse School gelijkende stijl      | ca. 1925                   |                                    | Westhavenkade 75-80             | 4° 20' 45" NB, 51° 54' 17" OL | 0622/Q116052040 | Meer afbeeldingen                                             |
| Pakhuis Pelmolen                                              | 1874                       |                                    | Westhavenkade 116-151           | 4° 20' 52" NB, 51° 54' 6" OL  | 0622/Q116052041 | Meer afbeeldingen                                             |
| Schoolcomplex                                                 | ca. 1905                   |                                    | Willem Beukelszoonstraat 62     | 4° 21' 13" NB, 51° 54' 30" OL | 0622/Q116052042 | Meer afbeeldingen                                             |
| Boerderij                                                     | 1884                       |                                    | Zuidbuurt 28                    | 4° 16' 53" NB, 51° 54' 44" OL | 0622/Q116052043 | Upload foto                                                   |